# Донський (Калачевський район)
Донський (рос. Донской) — селище у Калачевському районі Волгоградської області Російської Федерації.
Населення становить 612 осіб. Входить до складу муніципального утворення Ляпичевське сільське поселення.

## Історія
Селище розташоване у межах українського історичного та культурного регіону Жовтий Клин.
Згідно із законом від 20 січня 2005 року № 994-ОД органом місцевого самоврядування є Ляпичевське сільське поселення.

## Населення
| 2010 |
| ---- |
| 612  |